# A new dawn
A new day is een livealbum van RPWL. Het bevat de registratie van een concert dat de muziekgroep op 31 oktober 2015 gaf in de Luitpoldhalle, Freising, Duitsland, thuisbasis van de band. De band schakelde een ris gastmusici in om hun Pink Floydachtige sound op het concertpodium te kunnen handhaven. De band gaf het concert als laatste in een reeks, die teruggrepen op hun studioalbums Beyond man and time en Wanted, waarbij de albums als een soort theaterstuk op het podium werd gebracht.

## Musici
- Yogi Lang – zang
- Kalle Wallner – gitaar
- Markus Jehle – toetsinstrumenten
- Warner Taus – basgitaar
- Marc Turiaux – drumstel

Met
- Connie Kreitmeyer, Bine Heller, Julia Schröter – achtergrondzang
- Thomas Schlichenheimer – sitar
- Manfred Fenneberg – percussie
- Rob Quirk (meo), Naomi Tobias (nieuwslezeres), Ian Salmon (Thomas McFreedom), Nikoals Sodiant (Jeff Showers)

## Muziek
| Nr. | Titel             | Duur  |
| --- | ----------------- | ----- |
| 1.  | Revelation        | 5:13  |
| 2.  | Swords and guns   | 9:45  |
| 3.  | A clear cut line  | 4:13  |
| 4.  | Wanted            | 4:55  |
| 5.  | Like to like      | 2:06  |
| 6.  | The fisherman     | 18:29 |
| 7.  | Hide and seek     | 6:56  |
| 8.  | Disbelief         | 6:04  |
| 9.  | Misguided thought | 7:23  |

| Nr. | Titel              | Duur  |
| --- | ------------------ | ----- |
| 1.  | Still asleep       | 7:59  |
| 2.  | Perfect day        | 6:39  |
| 3.  | Terror             | 1:03  |
| 4.  | The attack         | 10:39 |
| 5.  | A new dawn         | 6:53  |
| 6.  | Revelation reprise | 6:19  |
| 7.  | Unchain the earth  | 7:13  |
| 8.  | Hole in the sky    | 7:30  |

Van het concert verscheen ook een dvd met minder tracks.